# آلگا
آلگا شهری در شهرستان بورزانگا در استان بام در بورکینافاسوی شمالی است و جمعیت آن ۱۳۲۸ نفر است.